# Эвкалипт лучистый
Эвкалипт лучистый (лат. Eucalyptus radiata) — вечнозелёное дерево, вид рода Эвкалипт (Eucalyptus) семейства Миртовые (Myrtaceae).

## Распространение и экология
В природе ареал охватывает юго-восток Австралии — почти все плоскогорье Нового Южного Уэльса от умеренных высот до 900—1200 м над уровнем моря.
Предпочитает лёгкие песчаные почвы с тяжелой подпочвой.
Отличается относительно высокой морозостойкостью. Во взрослом состоянии выдерживает кратковременное понижение температуры до -9… -8 °C без существенных повреждений, при понижении температуры до -10 °C отмерзают листья и конечные побеги. У двухлетних растений листва отмерзает при -7 °C. Зимы с продолжительной температурой -11… -10 °C являются критическими, при таких морозах отмерзает до корня.
Лучшие экземпляры за 45—50 лет достигли высоты в 25 м, при диаметре ствола в 110 см. Хорошо растёт на красноземных и наносных почвах, но неплохо и на глинистых склонах. 

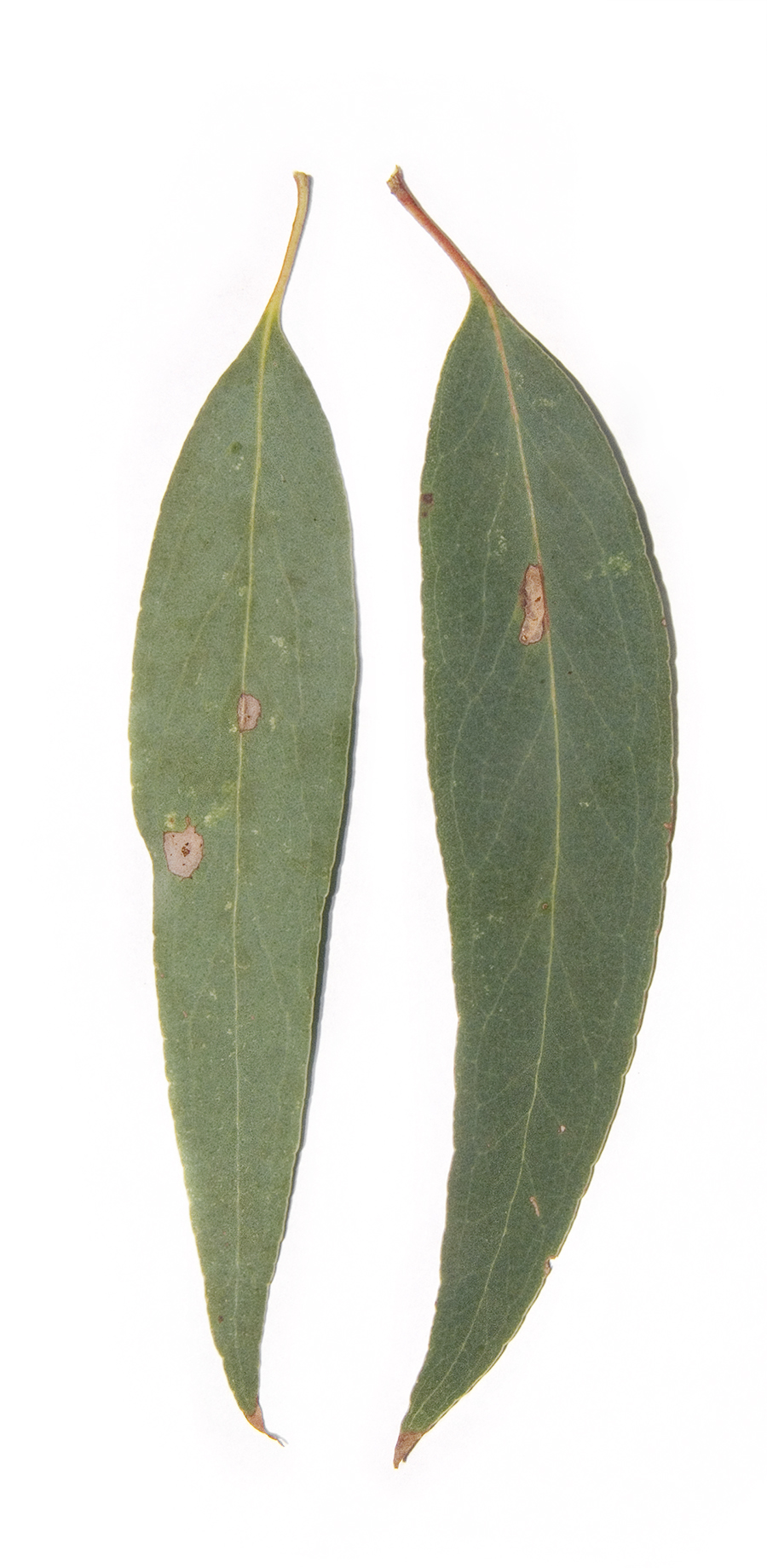
Взрослые листья.

## Ботаническое описание
Дерево с раскидистой кроной, достигающее на родине высоты в 30 м, при диаметре ствола — 1—1,8 м.
Кора плотноволокнистая, остается на стволе и крупных ветвях.
Молодые листья супротивные, в большом количестве пар, сидячие, от узко до широко ланцетных, длиной 4—7 см, шириной 1—2 см, заострённые, железистые, бледно-зелёные. Взрослые — очерёдные, черешковые, ланцетные, тонкие, бледно- или тёмно-зелёные, длиной 6—16 см, шириной 1—3 см.
Зонтики пазушные, 8—16-цветковые, сидящие на цилиндрических длиной в 5—8 мм ножках; бутоны на ножках, булавовидные, длиной 5—6 мм, диаметром 4 мм, с полушаровидной, тупой или слегка остроконечной крышечкой, равной по длине трубке цветоложа; пыльники почковидные, открывающиеся более или менее слитными щелями; железка маленькая, верхушечная.
Плоды на ножках, полушаровидные или почти грушевидные, иногда слабо сжатые в зеве коробочки, длиной 4—5 мм, диаметром 4—5 мм, с маленьким диском и большей частью вдавленными створками.
На родине цветёт в октябре — декабре; на Черноморском побережье Кавказа — апреле — мае.

## Значение и применение

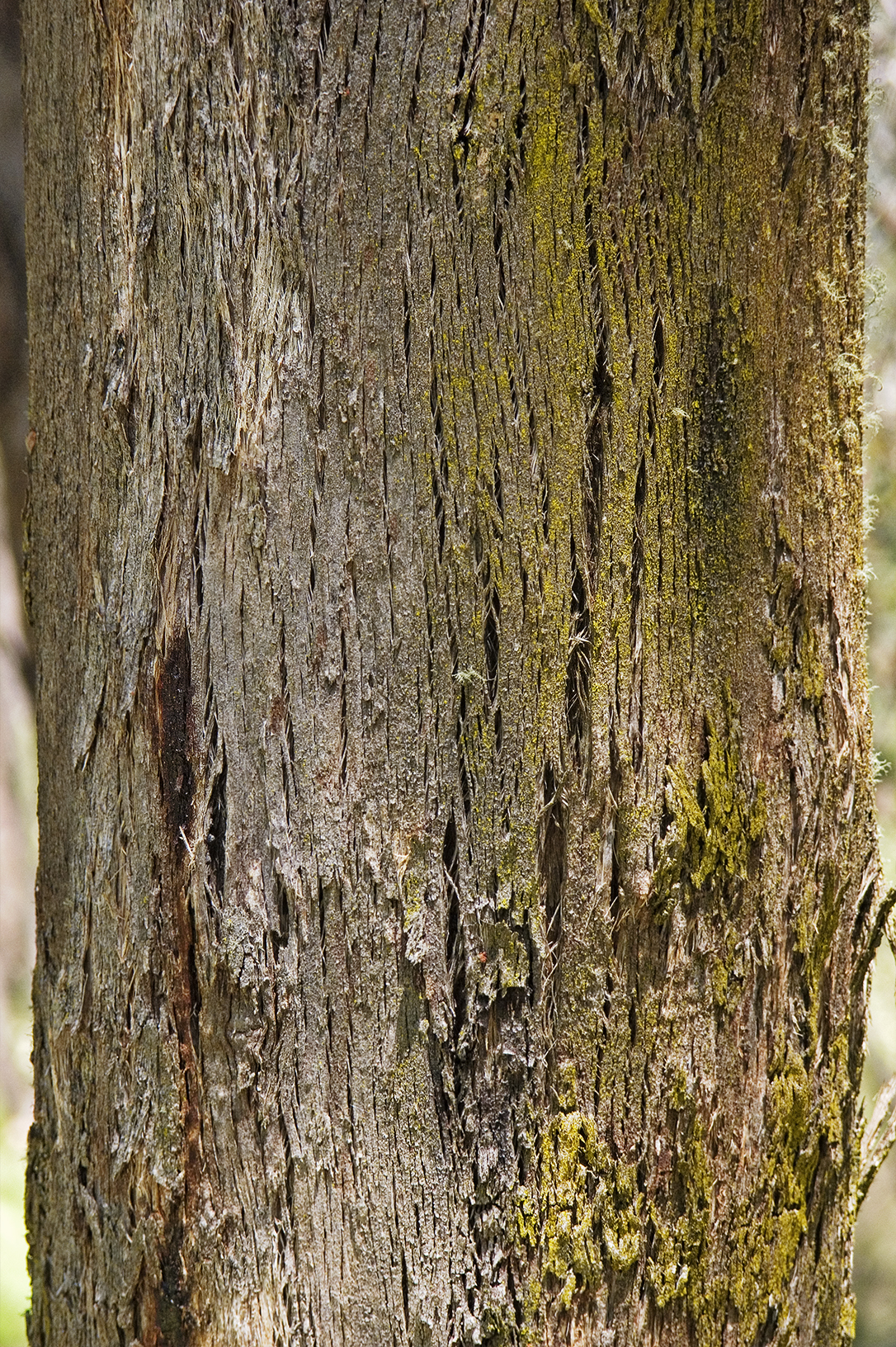
Кора в нижней части ствола.

Древесина светлая, мягкая и не очень прочная. По Робертсону, древесина этого вида из горных местностей прочная, не трескается и не коробится; пригодна для строительства, на изготовление досок, используется также на ручки для сельскохозяйственного инвентаря, в мебельном производстве, на балки, шпалы, столбы.
Листья содержат эфирное эвкалиптовое масло (3,5 %), состоящее из фелландрена, пинена, цинеола (следы), пиперитона, пиперитола и эфиров. Масло имеет промышленное применение. Эфирное масло южной разновидности (Eucalyptus radiata var. australiana (R.T.Baker & H.G.Sm.) Blakely) не содержит фелландрена, но содержит пиперитон и в большом количестве цинеол и применяется в медицине.

## Классификация

### Представители
В рамках вида выделяют несколько подвидов и разновидностей:
Разновидности
- Eucalyptus radiata var. australiana (R.T.Baker & H.G.Sm.) Blakely
- Eucalyptus radiata var. radiata
- Eucalyptus radiata var. subexserta Blakely
- Eucalyptus radiata var. subplatyphylla Blakely & McKie

Подвиды
- Eucalyptus radiata subsp. radiata
- Eucalyptus radiata subsp. sejuncta L.A.S.Johnson & K.D.Hill

### Таксономия
Вид Эвкалипт лучистый входит в род Эвкалипт (Eucalyptus) подсемейства Миртовые (Myrtoideae) семейства Миртовые (Myrtaceae) порядка Миртоцветные (Myrtales).
|  |                                      |  |                                                             |                                                             |                    |  | ещё 13 семейств (согласно Системе APG II) | ещё 13 семейств (согласно Системе APG II)    |                                              |  |  |  | ещё 130 родов       | ещё 130 родов         |  |  |
|  |                                      |  |                                                             |                                                             |                    |  | ещё 13 семейств (согласно Системе APG II) | ещё 13 семейств (согласно Системе APG II)    |                                              |  |  |  | ещё 130 родов       | ещё 130 родов         |  |  |
|  |                                      |  |                                                             | порядок Миртоцветные                                        |                    |  |                                           |                                              | подсемейство Миртовые                        |  |  |  |                     | вид Эвкалипт лучистый |  |  |
|  |                                      |  |                                                             | порядок Миртоцветные                                        |                    |  |                                           |                                              | подсемейство Миртовые                        |  |  |  |                     | вид Эвкалипт лучистый |  |  |
|  | отдел Цветковые, или Покрытосеменные |  |                                                             |                                                             | семейство Миртовые |  |                                           |                                              | род Эвкалипт                                 |  |  |  |                     |                       |  |  |
|  | отдел Цветковые, или Покрытосеменные |  |                                                             |                                                             |                    |  |                                           |                                              |                                              |  |  |  |                     |                       |  |  |
|  |                                      |  | ещё 44 порядка цветковых растений (согласно Системе APG II) | ещё 44 порядка цветковых растений (согласно Системе APG II) |                    |  |                                           | ещё 1 подсемейство (согласно Системе APG II) | ещё 1 подсемейство (согласно Системе APG II) |  |  |  | ещё более 700 видов |                       |  |  |
|  |                                      |  |                                                             | ещё 44 порядка цветковых растений (согласно Системе APG II) |                    |  |                                           |                                              | ещё 1 подсемейство (согласно Системе APG II) |  |  |  |                     |                       |  |  |